# Llista de municipis de Guadalajara
Llista dels municipis de la província de Guadalajara amb les seves dades bàsiques.
Informació actualitzada per un bot. Els canvis manuals es perdran quan s'actualitzi!
| Escut | Municipi                     | Població | Superfície km² | Densitat | Altitud | Codi postal                                                            | Codi territorial | Dades a Wikidata              |
| ----- | ---------------------------- | -------- | -------------- | -------- | ------- | ---------------------------------------------------------------------- | ---------------- | ----------------------------- |
|       | Ablanque                     | 73       | 51,4           | 1,42     | 1.061   | 19442                                                                  | 19002            | Modifica les dades a Wikidata |
|       | Abánades                     | 60       | 36,1           | 1,66     | 1.039   | 19432                                                                  | 19001            | Modifica les dades a Wikidata |
|       | Adobes                       | 28       | 32,7           | 0,86     | 1.384   | 19325                                                                  | 19003            | Modifica les dades a Wikidata |
|       | Alaminos                     | 56       | 19,5           | 2,87     | 1.062   | 19490                                                                  | 19004            | Modifica les dades a Wikidata |
|       | Alarilla                     | 137      | 22,3           | 6,15     | 845     | 19227                                                                  | 19005            | Modifica les dades a Wikidata |
|       | Albalate de Zorita           | 1.146    | 53             | 21,62    | 759     | 19117, 19119                                                           | 19006            | Modifica les dades a Wikidata |
|       | Albares                      | 608      | 29             | 20,97    | 742     | 19112                                                                  | 19007            | Modifica les dades a Wikidata |
|       | Albendiego                   | 44       | 23             | 1,91     | 1.195   | 19275                                                                  | 19008            | Modifica les dades a Wikidata |
|       | Alcocer                      | 315      | 60             | 5,25     | 781     | 19125                                                                  | 19009            | Modifica les dades a Wikidata |
|       | Alcolea de las Peñas         | 14       | 16             | 0,88     | 1.003   | 19277                                                                  | 19010            | Modifica les dades a Wikidata |
|       | Alcolea del Pinar            | 336      | 113,7          | 2,96     | 1.203   | 19260                                                                  | 19011            | Modifica les dades a Wikidata |
|       | Alcoroches                   | 127      | 32             | 3,97     | 1.409   | 19310                                                                  | 19013            | Modifica les dades a Wikidata |
|       | Aldeanueva de Guadalajara    | 106      | 16             | 6,63     | 946     | 19152                                                                  | 19015            | Modifica les dades a Wikidata |
|       | Algar de Mesa                | 46       | 24             | 1,92     | 911     | 19332                                                                  | 19016            | Modifica les dades a Wikidata |
|       | Algora                       | 96       | 47             | 2,04     | 1.118   | 19268                                                                  | 19017            | Modifica les dades a Wikidata |
|       | Alhóndiga                    | 176      | 19,2           | 9,17     | 820     | 19132                                                                  | 19018            | Modifica les dades a Wikidata |
|       | Alique                       | 15       | 11             | 1,36     | 925     | 19129                                                                  | 19019            | Modifica les dades a Wikidata |
|       | Almadrones                   | 67       | 21             | 3,19     | 1.054   | 19490                                                                  | 19020            | Modifica les dades a Wikidata |
|       | Almoguera                    | 1.373    | 119            | 11,54    | 659     | 19115                                                                  | 19021            | Modifica les dades a Wikidata |
|       | Almonacid de Zorita          | 659      | 44             | 14,98    | 683     | 19118                                                                  | 19022            | Modifica les dades a Wikidata |
|       | Alocén                       | 155      | 17             | 9,12     | 948     | 19133                                                                  | 19023            | Modifica les dades a Wikidata |
|       | Alovera                      | 13.585   | 13,7           | 995,24   | 644     | 19208                                                                  | 19024            | Modifica les dades a Wikidata |
|       | Alustante                    | 145      | 93,6           | 1,55     | 1.410   | 19320                                                                  | 19027            | Modifica les dades a Wikidata |
|       | Anguita                      | 156      | 127,2          | 1,23     | 1.107   | 19283                                                                  | 19032            | Modifica les dades a Wikidata |
|       | Angón                        | 7        | 20,5           | 0,34     | 996     | 19245                                                                  | 19031            | Modifica les dades a Wikidata |
|       | Anquela del Ducado           | 50       | 25,8           | 1,94     | 1.128   | 19287                                                                  | 19033            | Modifica les dades a Wikidata |
|       | Anquela del Pedregal         | 29       | 38             | 0,76     | 1.294   | 19357                                                                  | 19034            | Modifica les dades a Wikidata |
|       | Aranzueque                   | 396      | 21,4           | 18,48    | 696     | 19141                                                                  | 19036            | Modifica les dades a Wikidata |
|       | Arbancón                     | 146      | 35             | 4,17     | 903     | 19237                                                                  | 19037            | Modifica les dades a Wikidata |
|       | Arbeteta                     | 16       | 63             | 0,25     | 991     | 19492                                                                  | 19038            | Modifica les dades a Wikidata |
|       | Argecilla                    | 72       | 40,8           | 1,77     | 945     | 19196                                                                  | 19039            | Modifica les dades a Wikidata |
|       | Armallones                   | 54       | 77             | 0,7      | 1.206   | 19461                                                                  | 19040            | Modifica les dades a Wikidata |
|       | Armuña de Tajuña             | 264      | 20,8           | 12,7     | 712     | 19135                                                                  | 19041            | Modifica les dades a Wikidata |
|       | Arroyo de las Fraguas        | 33       | 21             | 1,57     | 1.216   | 19238                                                                  | 19042            | Modifica les dades a Wikidata |
|       | Atanzón                      | 85       | 28             | 3,04     | 951     |                                                                        | 19043            | Modifica les dades a Wikidata |
|       | Atienza                      | 422      | 104            | 4,06     | 1.169   | 19270                                                                  | 19044            | Modifica les dades a Wikidata |
|       | Auñón                        | 159      | 52             | 3,06     | 762     |                                                                        | 19045            | Modifica les dades a Wikidata |
|       | Azuqueca de Henares          | 35.894   | 19,7           | 1.823,88 | 627     | 19200                                                                  | 19046            | Modifica les dades a Wikidata |
|       | Baides                       | 51       | 29             | 1,76     | 861     | 19295                                                                  | 19047            | Modifica les dades a Wikidata |
|       | Barriopedro                  | 24       | 10,6           | 2,27     | 909     | 19490                                                                  | 19050            | Modifica les dades a Wikidata |
|       | Baños de Tajo                | 14       | 28             | 0,5      | 1.252   | 19390                                                                  | 19048            | Modifica les dades a Wikidata |
|       | Bañuelos                     | 13       | 18             | 0,72     | 1.154   | 19...                                                                  | 19049            | Modifica les dades a Wikidata |
|       | Berninches                   | 45       | 35,2           | 1,28     | 930     | 19133                                                                  | 19051            | Modifica les dades a Wikidata |
|       | Brihuega                     | 2.816    | 296,4          | 9,5      | 894     | 19400                                                                  | 19053            | Modifica les dades a Wikidata |
|       | Budia                        | 216      | 66             | 3,27     | 814     | 19133                                                                  | 19054            | Modifica les dades a Wikidata |
|       | Bujalaro                     | 53       | 22,4           | 2,37     | 841     | 19247                                                                  | 19055            | Modifica les dades a Wikidata |
|       | Bustares                     | 68       | 30,5           | 2,23     | 1.297   | 19243                                                                  | 19057            | Modifica les dades a Wikidata |
|       | Cabanillas del Campo         | 11.329   | 34             | 333,21   | 694     | 19171                                                                  | 19058            | Modifica les dades a Wikidata |
|       | Campillo de Dueñas           | 74       | 60,6           | 1,22     | 1.109   | 19360                                                                  | 19059            | Modifica les dades a Wikidata |
|       | Campillo de Ranas            | 152      | 92             | 1,65     | 1.102   | 19223                                                                  | 19060            | Modifica les dades a Wikidata |
|       | Campisábalos                 | 80       | 54             | 1,48     | 1.347   | 19275                                                                  | 19061            | Modifica les dades a Wikidata |
|       | Canredondo                   | 81       | 63             | 1,29     | 1.162   | 19431                                                                  | 19064            | Modifica les dades a Wikidata |
|       | Cantalojas                   | 117      | 159,2          | 0,73     | 1.314   | 19275                                                                  | 19065            | Modifica les dades a Wikidata |
|       | Casa de Uceda                | 111      | 21,4           | 5,19     | 914     | 19184                                                                  | 19070            | Modifica les dades a Wikidata |
|       | Casas de San Galindo         | 20       | 11,6           | 1,72     | 1.022   | 19246                                                                  | 19073            | Modifica les dades a Wikidata |
|       | Caspueñas                    | 133      | 14             | 9,5      | 855     | 19412                                                                  | 19074            | Modifica les dades a Wikidata |
|       | Castejón de Henares          | 59       | 16             | 3,69     | 960     |                                                                        | 19075            | Modifica les dades a Wikidata |
|       | Castellar de la Muela        | 19       | 21,4           | 0,89     | 1.223   | 19328                                                                  | 19076            | Modifica les dades a Wikidata |
|       | Castilforte                  | 56       | 34             | 1,65     | 995     | 19127                                                                  | 19078            | Modifica les dades a Wikidata |
|       | Castilnuevo                  | 8        | 19,5           | 0,41     | 1.079   | 19391                                                                  | 19079            | Modifica les dades a Wikidata |
|       | Cañizar                      | 73       | 15,4           | 4,74     | 799     | 19066                                                                  | 19066            | Modifica les dades a Wikidata |
|       | Cendejas de Enmedio          | 71       | 19             | 3,74     | 912     | 19245                                                                  | 19080            | Modifica les dades a Wikidata |
|       | Cendejas de la Torre         | 24       | 14,3           | 1,68     | 971     | 19245                                                                  | 19081            | Modifica les dades a Wikidata |
|       | Centenera                    | 140      | 17,5           | 7,99     | 815     | 19151                                                                  | 19082            | Modifica les dades a Wikidata |
|       | Checa                        | 271      | 179,7          | 1,51     | 1.369   | 19310                                                                  | 19103            | Modifica les dades a Wikidata |
|       | Chequilla                    | 14       | 15,3           | 0,92     | 1.361   | 19310                                                                  | 19104            | Modifica les dades a Wikidata |
|       | Chillarón del Rey            | 84       | 17,3           | 4,85     | 803     | 19128                                                                  | 19106            | Modifica les dades a Wikidata |
|       | Chiloeches                   | 4.067    | 45,4           | 89,58    | 785     | 19160                                                                  | 19105            | Modifica les dades a Wikidata |
|       | Cifuentes                    | 1.701    | 220            | 7,73     | 894     | 19420                                                                  | 19086            | Modifica les dades a Wikidata |
|       | Cincovillas                  | 19       | 16,4           | 1,16     | 1.012   | 19277                                                                  | 19087            | Modifica les dades a Wikidata |
|       | Ciruelas                     | 139      | 21,6           | 6,44     | 817     | 19197                                                                  | 19088            | Modifica les dades a Wikidata |
|       | Ciruelos del Pinar           | 27       | 16,8           | 1,61     | 1.250   | 19285                                                                  | 19089            | Modifica les dades a Wikidata |
|       | Cobeta                       | 103      | 43,6           | 2,36     | 1.116   |                                                                        | 19090            | Modifica les dades a Wikidata |
|       | Cogollor                     | 19       | 8              | 2,38     | 940     | 19490                                                                  | 19091            | Modifica les dades a Wikidata |
|       | Cogolludo                    | 554      | 96             | 5,77     | 898     | 19230                                                                  | 19092            | Modifica les dades a Wikidata |
|       | Condemios de Abajo           | 14       | 12             | 1,17     | 1.316   | 19275                                                                  | 19095            | Modifica les dades a Wikidata |
|       | Condemios de Arriba          | 113      | 43             | 2,63     | 1.317   | 19275                                                                  | 19096            | Modifica les dades a Wikidata |
|       | Congostrina                  | 17       | 26             | 0,65     | 1.018   | 19243                                                                  | 19097            | Modifica les dades a Wikidata |
|       | Copernal                     | 46       | 10             | 4,6      | 840     | 19292                                                                  | 19098            | Modifica les dades a Wikidata |
|       | Corduente                    | 290      | 233            | 1,24     | 1.058   | 19341                                                                  | 19099            | Modifica les dades a Wikidata |
|       | Driebes                      | 342      | 38             | 9        | 729     | 19116                                                                  | 19107            | Modifica les dades a Wikidata |
|       | Durón                        | 111      | 23             | 4,83     | 755     | 19133                                                                  | 19108            | Modifica les dades a Wikidata |
|       | El Cardoso de la Sierra      | 50       | 187            | 0,27     | 1.275   | 28190                                                                  | 19067            | Modifica les dades a Wikidata |
|       | El Casar                     | 13.628   | 52             | 262,08   | 831     | 19170                                                                  | 19071            | Modifica les dades a Wikidata |
|       | El Cubillo de Uceda          | 109      | 32,3           | 3,38     | 895     | 19...                                                                  | 19102            | Modifica les dades a Wikidata |
|       | El Olivar                    | 84       | 17,3           | 4,86     | 1.038   | 19...                                                                  | 19200            | Modifica les dades a Wikidata |
|       | El Ordial                    | 36       | 30             | 1,2      | 1.235   | 19244                                                                  | 19203            | Modifica les dades a Wikidata |
|       | El Pedregal                  | 63       | 23,2           | 2,72     | 1.193   | 19327                                                                  | 19213            | Modifica les dades a Wikidata |
|       | El Pobo de Dueñas            | 99       | 55,3           | 1,79     | 1.260   | 19326                                                                  | 19222            | Modifica les dades a Wikidata |
|       | El Recuenco                  | 64       | 75,2           | 0,85     | 978     | 19...                                                                  | 19232            | Modifica les dades a Wikidata |
|       | El Sotillo                   | 31       | 24             | 1,29     | 1.026   | 19...                                                                  | 19260            | Modifica les dades a Wikidata |
|       | Embid                        | 33       | 30,2           | 1,09     | 1.073   | 19...                                                                  | 19109            | Modifica les dades a Wikidata |
|       | Escamilla                    | 65       | 39,3           | 1,66     | 1.019   | 19127                                                                  | 19110            | Modifica les dades a Wikidata |
|       | Escariche                    | 185      | 30             | 6,17     | 788     | 19119                                                                  | 19111            | Modifica les dades a Wikidata |
|       | Escopete                     | 79       | 19             | 4,16     | 827     | 19119                                                                  | 19112            | Modifica les dades a Wikidata |
|       | Espinosa de Henares          | 690      | 39             | 17,69    | 761     | 19292                                                                  | 19113            | Modifica les dades a Wikidata |
|       | Esplegares                   | 33       | 37,5           | 0,88     | 1.146   | 19445                                                                  | 19114            | Modifica les dades a Wikidata |
|       | Establés                     | 34       | 52,3           | 0,65     | 1.235   | 19287                                                                  | 19115            | Modifica les dades a Wikidata |
|       | Estriégana                   | 12       | 16,2           | 0,74     | 1.106   | 19262                                                                  | 19116            | Modifica les dades a Wikidata |
|       | Fontanar                     | 2.637    | 15             | 175,8    | 685     | 19290                                                                  | 19117            | Modifica les dades a Wikidata |
|       | Fuembellida                  | 14       | 26             | 0,54     | 1.257   | 19390                                                                  | 19118            | Modifica les dades a Wikidata |
|       | Fuencemillán                 | 85       | 7              | 12,14    | 853     | 19237                                                                  | 19119            | Modifica les dades a Wikidata |
|       | Fuentelahiguera de Albatages | 118      | 52,4           | 2,25     | 901     | 19...                                                                  | 19120            | Modifica les dades a Wikidata |
|       | Fuentelencina                | 319      | 44,3           | 7,2      | 990     | 19144                                                                  | 19121            | Modifica les dades a Wikidata |
|       | Fuentelsaz                   | 83       | 40             | 2,08     | 1.120   | 19287                                                                  | 19122            | Modifica les dades a Wikidata |
|       | Fuentelviejo                 | 56       | 13             | 4,31     | 884     | 19144                                                                  | 19123            | Modifica les dades a Wikidata |
|       | Fuentenovilla                | 583      | 37,3           | 15,61    | 806     | 19113                                                                  | 19124            | Modifica les dades a Wikidata |
|       | Gajanejos                    | 54       | 25,5           | 2,12     | 1.028   | 19192                                                                  | 19125            | Modifica les dades a Wikidata |
|       | Galve de Sorbe               | 95       | 49,4           | 1,92     | 1.394   | 19275                                                                  | 19127            | Modifica les dades a Wikidata |
|       | Galápagos                    | 2.748    | 34             | 80,82    | 736     | 19174                                                                  | 19126            | Modifica les dades a Wikidata |
|       | Gascueña de Bornova          | 25       | 26,5           | 0,94     | 1.239   | 19...                                                                  | 19129            | Modifica les dades a Wikidata |
|       | Guadalajara                  | 90.909   | 235,5          | 386,01   | 708     | 19001–19005                                                            | 19130            | Modifica les dades a Wikidata |
|       | Henche                       | 84       | 23             | 3,65     | 832     | 19...                                                                  | 19132            | Modifica les dades a Wikidata |
|       | Heras de Ayuso               | 235      | 10,2           | 22,95    | 706     | 19197                                                                  | 19133            | Modifica les dades a Wikidata |
|       | Herrería                     | 17       | 19             | 0,89     | 1.071   | 19342                                                                  | 19134            | Modifica les dades a Wikidata |
|       | Hiendelaencina               | 110      | 19,2           | 5,72     | 1.085   | 19242                                                                  | 19135            | Modifica les dades a Wikidata |
|       | Hijes                        | 21       | 20,8           | 1,01     | 1.159   | 19276                                                                  | 19136            | Modifica les dades a Wikidata |
|       | Hita                         | 331      | 56,5           | 5,86     | 876     | 19248                                                                  | 19138            | Modifica les dades a Wikidata |
|       | Hombrados                    | 43       | 38             | 1,13     | 1.245   | 19... 19328                                                            | 19139            | Modifica les dades a Wikidata |
|       | Hontoba                      | 439      | 32             | 13,72    | 730     | 19119                                                                  | 19142            | Modifica les dades a Wikidata |
|       | Horche                       | 2.934    | 44,3           | 66,31    | 895     | 19140                                                                  | 19143            | Modifica les dades a Wikidata |
|       | Hortezuela de Océn           | 33       | 20             | 1,65     | 1.103   | 19445                                                                  | 19145            | Modifica les dades a Wikidata |
|       | Huertahernando               | 58       | 51,3           | 1,13     | 1.154   | 19...                                                                  | 19148            | Modifica les dades a Wikidata |
|       | Hueva                        | 115      | 31,8           | 3,62     | 877     | 19119                                                                  | 19150            | Modifica les dades a Wikidata |
|       | Humanes                      | 1.784    | 48             | 37,17    | 746     | 19220                                                                  | 19151            | Modifica les dades a Wikidata |
|       | Huérmeces del Cerro          | 42       | 20             | 2,1      | 875     | 19...                                                                  | 19147            | Modifica les dades a Wikidata |
|       | Illana                       | 919      | 94             | 9,78     | 750     | 19119                                                                  | 19152            | Modifica les dades a Wikidata |
|       | Iniéstola                    | 18       | 10             | 1,8      | 1.157   | 19283                                                                  | 19153            | Modifica les dades a Wikidata |
|       | Irueste                      | 86       | 14,3           | 6,04     | 780     | 19143                                                                  | 19155            | Modifica les dades a Wikidata |
|       | Jadraque                     | 1.458    | 38,9           | 37,47    | 832     | 19240 (Jadraque), 19246 (Castilblanco) y 19247 (Barrio de la Estación) | 19156            | Modifica les dades a Wikidata |
|       | Jirueque                     | 47       | 10,6           | 4,42     | 846     | 19245                                                                  | 19157            | Modifica les dades a Wikidata |
|       | La Bodera                    | 20       | 22             | 0,91     | 1.124   | 19269                                                                  | 19052            | Modifica les dades a Wikidata |
|       | La Huerce                    | 55       | 41             | 1,34     | 1.277   | 19238                                                                  | 19146            | Modifica les dades a Wikidata |
|       | La Mierla                    | 38       | 20             | 1,9      | 954     | 19...                                                                  | 19182            | Modifica les dades a Wikidata |
|       | La Miñosa                    | 32       | 44             | 0,73     | 1.027   | 19...                                                                  | 19185            | Modifica les dades a Wikidata |
|       | La Olmeda de Jadraque        | 19       | 11,7           | 1,62     | 893     | 19266                                                                  | 19202            | Modifica les dades a Wikidata |
|       | La Toba                      | 75       | 36,7           | 2,04     | 1.010   | 19243                                                                  | 19269            | Modifica les dades a Wikidata |
|       | La Yunta                     | 91       | 56             | 1,63     | 1.128   | 19361                                                                  | 19332            | Modifica les dades a Wikidata |
|       | Las Inviernas                | 53       | 34             | 1,56     | 982     | 19491                                                                  | 19154            | Modifica les dades a Wikidata |
|       | Las Navas de Jadraque        | 38       | 9              | 4,22     | 1.167   | 19244                                                                  | 19197            | Modifica les dades a Wikidata |
|       | Ledanca                      | 99       | 47             | 2,11     | 924     | 19...                                                                  | 19159            | Modifica les dades a Wikidata |
|       | Loranca de Tajuña            | 1.608    | 36             | 44,67    | 708     | 19141                                                                  | 19160            | Modifica les dades a Wikidata |
|       | Lupiana                      | 325      | 30             | 10,83    | 775     | 19142                                                                  | 19161            | Modifica les dades a Wikidata |
|       | Luzaga                       | 68       | 29,7           | 2,29     | 1.072   | 19261                                                                  | 19162            | Modifica les dades a Wikidata |
|       | Luzón                        | 58       | 57             | 1,02     | 1.176   | 19285                                                                  | 19163            | Modifica les dades a Wikidata |
|       | Majaelrayo                   | 57       | 55             | 1,04     | 1.185   | 19223                                                                  | 19165            | Modifica les dades a Wikidata |
|       | Malaguilla                   | 207      | 28             | 7,39     | 822     | 19...                                                                  | 19167            | Modifica les dades a Wikidata |
|       | Mandayona                    | 292      | 33             | 8,85     | 862     | 19...                                                                  | 19168            | Modifica les dades a Wikidata |
|       | Mantiel                      | 31       | 15,3           | 2,02     | 943     | 19128                                                                  | 19169            | Modifica les dades a Wikidata |
|       | Maranchón                    | 218      | 153,3          | 1,42     | 1.254   | 19280                                                                  | 19170            | Modifica les dades a Wikidata |
|       | Marchamalo                   | 8.497    | 31,2           | 272,34   | 674     | 19180                                                                  | 19171            | Modifica les dades a Wikidata |
|       | Masegoso de Tajuña           | 80       | 17,4           | 4,6      | 897     | 19...                                                                  | 19172            | Modifica les dades a Wikidata |
|       | Matarrubia                   | 79       | 28,2           | 2,8      | 859     | 19...                                                                  | 19173            | Modifica les dades a Wikidata |
|       | Matillas                     | 115      | 10,4           | 11,08    | 818     | 19...                                                                  | 19174            | Modifica les dades a Wikidata |
|       | Mazarete                     | 27       | 56             | 0,48     | 1.235   | 19...                                                                  | 19175            | Modifica les dades a Wikidata |
|       | Mazuecos                     | 282      | 23,8           | 11,86    | 708     | 19114                                                                  | 19176            | Modifica les dades a Wikidata |
|       | Medranda                     | 73       | 11,4           | 6,38     | 809     |                                                                        | 19177            | Modifica les dades a Wikidata |
|       | Megina                       | 27       | 28             | 0,96     | 1.275   | 19...                                                                  | 19178            | Modifica les dades a Wikidata |
|       | Membrillera                  | 97       | 38             | 2,55     | 834     | 19247                                                                  | 19179            | Modifica les dades a Wikidata |
|       | Miedes de Atienza            | 59       | 43             | 1,37     | 1.154   | 19...                                                                  | 19181            | Modifica les dades a Wikidata |
|       | Millana                      | 124      | 27,8           | 4,46     | 825     | 19127                                                                  | 19184            | Modifica les dades a Wikidata |
|       | Milmarcos                    | 70       | 44             | 1,59     | 1.054   | 19330                                                                  | 19183            | Modifica les dades a Wikidata |
|       | Mirabueno                    | 85       | 19,5           | 4,37     | 1.066   | 19268                                                                  | 19186            | Modifica les dades a Wikidata |
|       | Miralrío                     | 55       | 8              | 6,88     | 1.019   | 19...                                                                  | 19187            | Modifica les dades a Wikidata |
|       | Mochales                     | 35       | 32,3           | 1,08     | 984     | 19...                                                                  | 19188            | Modifica les dades a Wikidata |
|       | Mohernando                   | 164      | 26,4           | 6,22     | 776     | 19...                                                                  | 19189            | Modifica les dades a Wikidata |
|       | Molina de Aragón             | 3.280    | 168,3          | 19,49    | 1.065   | 19300                                                                  | 19190            | Modifica les dades a Wikidata |
|       | Monasterio                   | 15       | 21             | 0,71     | 928     | 19...                                                                  | 19191            | Modifica les dades a Wikidata |
|       | Mondéjar                     | 2.900    | 48,4           | 59,88    | 805     | 19110                                                                  | 19192            | Modifica les dades a Wikidata |
|       | Montarrón                    | 32       | 11             | 2,91     | 839     | 19...                                                                  | 19193            | Modifica les dades a Wikidata |
|       | Moratilla de los Meleros     | 96       | 29             | 3,31     | 785     | 19144                                                                  | 19194            | Modifica les dades a Wikidata |
|       | Morenilla                    | 48       | 28,4           | 1,69     | 1.189   | 19328                                                                  | 19195            | Modifica les dades a Wikidata |
|       | Muduex                       | 109      | 22,2           | 4,9      | 810     | 19196                                                                  | 19196            | Modifica les dades a Wikidata |
|       | Málaga del Fresno            | 170      | 24             | 7,08     | 780     | 19219                                                                  | 19166            | Modifica les dades a Wikidata |
|       | Negredo                      | 13       | 18,3           | 0,71     | 988     | 19...                                                                  | 19198            | Modifica les dades a Wikidata |
|       | Ocentejo                     | 15       | 31             | 0,48     | 859     | 19...                                                                  | 19199            | Modifica les dades a Wikidata |
|       | Olmeda de Cobeta             | 57       | 39             | 1,46     | 1.147   | 19...                                                                  | 19201            | Modifica les dades a Wikidata |
|       | Orea                         | 195      | 71,3           | 2,74     | 1.497   | 19...                                                                  | 19204            | Modifica les dades a Wikidata |
|       | Pardos                       | 34       | 23             | 1,48     | 1.185   | 19336                                                                  | 19209            | Modifica les dades a Wikidata |
|       | Paredes de Sigüenza          | 22       | 33             | 0,67     | 1.003   | 19...                                                                  | 19210            | Modifica les dades a Wikidata |
|       | Pareja                       | 477      | 91,6           | 5,21     | 750     | 19129                                                                  | 19211            | Modifica les dades a Wikidata |
|       | Pastrana                     | 891      | 95,7           | 9,31     | 759     | 19116 19100                                                            | 19212            | Modifica les dades a Wikidata |
|       | Peralejos de las Truchas     | 162      | 70,8           | 2,29     | 1.187   | 19313                                                                  | 19216            | Modifica les dades a Wikidata |
|       | Peralveche                   | 73       | 81,3           | 0,9      | 1.114   | 19...                                                                  | 19217            | Modifica les dades a Wikidata |
|       | Peñalver                     | 181      | 81,3           | 2,23     | 950     | 19134                                                                  | 19215            | Modifica les dades a Wikidata |
|       | Peñalén                      | 75       | 59             | 1,27     | 1.341   | 19462                                                                  | 19214            | Modifica les dades a Wikidata |
|       | Pinilla de Jadraque          | 54       | 13,3           | 4,07     | 955     | 19...                                                                  | 19218            | Modifica les dades a Wikidata |
|       | Pinilla de Molina            | 11       | 23             | 0,48     | 1.211   | 19...                                                                  | 19219            | Modifica les dades a Wikidata |
|       | Pioz                         | 5.204    | 19,4           | 267,7    | 876     | 19162                                                                  | 19220            | Modifica les dades a Wikidata |
|       | Piqueras                     | 33       | 32,3           | 1,02     | 1.371   | 19325                                                                  | 19221            | Modifica les dades a Wikidata |
|       | Poveda de la Sierra          | 105      | 51,7           | 2,03     | 1.198   | 19463                                                                  | 19223            | Modifica les dades a Wikidata |
|       | Pozo de Almoguera            | 109      | 16,7           | 6,52     | 794     | 19112                                                                  | 19224            | Modifica les dades a Wikidata |
|       | Pozo de Guadalajara          | 1.699    | 11,4           | 148,64   | 910     | 19161                                                                  | 19225            | Modifica les dades a Wikidata |
|       | Prados Redondos              | 46       | 53,4           | 0,86     | 1.159   | 19...                                                                  | 19227            | Modifica les dades a Wikidata |
|       | Prádena de Atienza           | 52       | 29             | 1,79     | 1.144   | 19...                                                                  | 19226            | Modifica les dades a Wikidata |
|       | Puebla de Beleña             | 57       | 29             | 1,97     |         | 19229                                                                  | 19228            | Modifica les dades a Wikidata |
|       | Puebla de Valles             | 61       | 27,5           | 2,22     | 853     | 19225                                                                  | 19229            | Modifica les dades a Wikidata |
|       | Pálmaces de Jadraque         | 46       | 29,4           | 1,56     | 918     | 19...                                                                  | 19208            | Modifica les dades a Wikidata |
|       | Quer                         | 1.045    | 14,6           | 71,43    | 706     | 19209                                                                  | 19230            | Modifica les dades a Wikidata |
|       | Rebollosa de Jadraque        | 10       | 8              | 1,25     | 1.022   | 19...                                                                  | 19231            | Modifica les dades a Wikidata |
|       | Renera                       | 103      | 20,2           | 5,09     |         | 19145                                                                  | 19233            | Modifica les dades a Wikidata |
|       | Retiendas                    | 53       | 21             | 2,52     | 896     | 19...                                                                  | 19234            | Modifica les dades a Wikidata |
|       | Riba de Saelices             | 94       | 66,4           | 1,41     | 999     | 19441                                                                  | 19235            | Modifica les dades a Wikidata |
|       | Rillo de Gallo               | 41       | 24,9           | 1,65     | 1.055   | 19340                                                                  | 19237            | Modifica les dades a Wikidata |
|       | Riofrío del Llano            | 60       | 43             | 1,4      | 1.018   | 19...                                                                  | 19238            | Modifica les dades a Wikidata |
|       | Robledillo de Mohernando     | 183      | 29,7           | 6,17     | 903     | 19...                                                                  | 19239            | Modifica les dades a Wikidata |
|       | Robledo de Corpes            | 40       | 41             | 0,98     | 1.146   | 19...                                                                  | 19240            | Modifica les dades a Wikidata |
|       | Romanillos de Atienza        | 33       | 24             | 1,38     | 1.105   | 19276                                                                  | 19241            | Modifica les dades a Wikidata |
|       | Romanones                    | 118      | 29             | 4,07     | 755     | 19...                                                                  | 19242            | Modifica les dades a Wikidata |
|       | Rueda de la Sierra           | 38       | 51             | 0,75     | 1.200   | 19339                                                                  | 19243            | Modifica les dades a Wikidata |
|       | Sacecorbo                    | 97       | 72,4           | 1,34     | 1.116   | 19...                                                                  | 19244            | Modifica les dades a Wikidata |
|       | Sacedón                      | 1.595    | 113,3          | 14,08    | 740     | 19120                                                                  | 19245            | Modifica les dades a Wikidata |
|       | Saelices de la Sal           | 47       | 19,4           | 2,43     | 983     | 19...                                                                  | 19246            | Modifica les dades a Wikidata |
|       | Salmerón                     | 148      | 36             | 4,11     | 825     | 19126                                                                  | 19247            | Modifica les dades a Wikidata |
|       | San Andrés del Congosto      | 68       | 15,3           | 4,45     | 858     | 19237                                                                  | 19248            | Modifica les dades a Wikidata |
|       | San Andrés del Rey           | 37       | 14,7           | 2,52     | 1.018   | 19...                                                                  | 19249            | Modifica les dades a Wikidata |
|       | Santiuste                    | 16       | 10,4           | 1,54     | 960     | 19245                                                                  | 19250            | Modifica les dades a Wikidata |
|       | Sayatón                      | 69       | 45,4           | 1,52     | 670     | 19119                                                                  | 19252            | Modifica les dades a Wikidata |
|       | Saúca                        | 48       | 49             | 0,98     | 1.099   | 19262                                                                  | 19251            | Modifica les dades a Wikidata |
|       | Selas                        | 35       | 45             | 0,78     | 1.252   | 19...                                                                  | 19254            | Modifica les dades a Wikidata |
|       | Semillas                     | 29       | 50             | 0,58     | 1.194   | 19...                                                                  | 19901            | Modifica les dades a Wikidata |
|       | Setiles                      | 84       | 56,8           | 1,48     | 1.256   | 19324                                                                  | 19255            | Modifica les dades a Wikidata |
|       | Sienes                       | 42       | 29,5           | 1,42     | 1.033   | 19269                                                                  | 19256            | Modifica les dades a Wikidata |
|       | Sigüenza                     | 4.830    | 386,9          | 12,48    | 1.005   | 19250                                                                  | 19257            | Modifica les dades a Wikidata |
|       | Solanillos del Extremo       | 77       | 35             | 2,2      | 996     | 19...                                                                  | 19258            | Modifica les dades a Wikidata |
|       | Somolinos                    | 26       | 14,8           | 1,76     | 1.239   | 19...                                                                  | 19259            | Modifica les dades a Wikidata |
|       | Sotodosos                    | 33       | 29             | 1,14     | 1.146   | 19...                                                                  | 19261            | Modifica les dades a Wikidata |
|       | Tamajón                      | 154      | 116,3          | 1,32     | 1.030   | 19222                                                                  | 19262            | Modifica les dades a Wikidata |
|       | Taragudo                     | 48       | 6              | 8        | 773     | 19...                                                                  | 19263            | Modifica les dades a Wikidata |
|       | Taravilla                    | 41       | 60,7           | 0,68     | 1.317   | 19314                                                                  | 19264            | Modifica les dades a Wikidata |
|       | Tartanedo                    | 157      | 148            | 1,06     | 1.117   | 19...                                                                  | 19265            | Modifica les dades a Wikidata |
|       | Tendilla                     | 335      | 22             | 15,23    | 789     | 19134                                                                  | 19266            | Modifica les dades a Wikidata |
|       | Terzaga                      | 20       | 34             | 0,59     | 1.079   | 19312                                                                  | 19267            | Modifica les dades a Wikidata |
|       | Tierzo                       | 34       | 40             | 0,85     | 1.141   | 19...                                                                  | 19268            | Modifica les dades a Wikidata |
|       | Tordellego                   | 40       | 33,5           | 1,2      | 1.246   | 19...                                                                  | 19271            | Modifica les dades a Wikidata |
|       | Tordelrábano                 | 11       | 11,6           | 0,95     | 1.070   | 19...                                                                  | 19270            | Modifica les dades a Wikidata |
|       | Tordesilos                   | 90       | 46,5           | 1,94     | 1.345   | 19323                                                                  | 19272            | Modifica les dades a Wikidata |
|       | Torija                       | 1.764    | 35             | 50,4     | 958     | 19...                                                                  | 19274            | Modifica les dades a Wikidata |
|       | Torre del Burgo              | 493      | 5              | 98,6     | 741     | 19197                                                                  | 19279            | Modifica les dades a Wikidata |
|       | Torrecuadrada de Molina      | 22       | 35,8           | 0,61     | 1.189   |                                                                        | 19277            | Modifica les dades a Wikidata |
|       | Torrecuadradilla             | 28       | 33             | 0,85     | 1.016   | 19...                                                                  | 19278            | Modifica les dades a Wikidata |
|       | Torrejón del Rey             | 6.324    | 25             | 252,96   | 721     | 19174                                                                  | 19280            | Modifica les dades a Wikidata |
|       | Torremocha de Jadraque       | 23       | 11             | 2,09     | 934     | 19...                                                                  | 19281            | Modifica les dades a Wikidata |
|       | Torremocha del Campo         | 184      | 141,3          | 1,3      | 1.086   | 19...                                                                  | 19282            | Modifica les dades a Wikidata |
|       | Torremocha del Pinar         | 35       | 50,5           | 0,69     | 1.291   | 19234                                                                  | 19283            | Modifica les dades a Wikidata |
|       | Torremochuela                | 8        | 18             | 0,44     | 1.168   | 19391                                                                  | 19284            | Modifica les dades a Wikidata |
|       | Torrubia                     | 26       | 28             | 0,93     | 1.168   | 19...                                                                  | 19285            | Modifica les dades a Wikidata |
|       | Tortuera                     | 157      | 82,2           | 1,91     | 1.114   | 19338                                                                  | 19287            | Modifica les dades a Wikidata |
|       | Tortuero                     | 21       | 47             | 0,45     | 893     | 19...                                                                  | 19288            | Modifica les dades a Wikidata |
|       | Traíd                        | 19       | 48,6           | 0,39     | 1.373   | 19312                                                                  | 19289            | Modifica les dades a Wikidata |
|       | Trijueque                    | 1.626    | 35,6           | 45,64    | 994     | 19192                                                                  | 19290            | Modifica les dades a Wikidata |
|       | Trillo                       | 1.396    | 162            | 8,62     | 732     | 19450                                                                  | 19291            | Modifica les dades a Wikidata |
|       | Tórtola de Henares           | 1.384    | 26,9           | 51,49    | 746     | 19198                                                                  | 19286            | Modifica les dades a Wikidata |
|       | Uceda                        | 3.303    | 47             | 70,28    | 779     | 19187                                                                  | 19293            | Modifica les dades a Wikidata |
|       | Ujados                       | 28       | 12             | 2,33     | 1.152   | 19...                                                                  | 19294            | Modifica les dades a Wikidata |
|       | Utande                       | 31       | 19             | 1,63     | 841     | 19...                                                                  | 19296            | Modifica les dades a Wikidata |
|       | Valdarachas                  | 55       | 10             | 5,5      | 786     | 19141                                                                  | 19297            | Modifica les dades a Wikidata |
|       | Valdearenas                  | 91       | 15,4           | 5,89     | 964     | 19196                                                                  | 19298            | Modifica les dades a Wikidata |
|       | Valdeavellano                | 97       | 35             | 2,77     | 964     | 19142                                                                  | 19299            | Modifica les dades a Wikidata |
|       | Valdeaveruelo                | 1.290    | 17,4           | 74,31    | 739     | 19...                                                                  | 19300            | Modifica les dades a Wikidata |
|       | Valdeconcha                  | 45       | 23,5           | 1,92     | 752     | 19132                                                                  | 19301            | Modifica les dades a Wikidata |
|       | Valdegrudas                  | 52       | 14             | 3,71     | 934     | 19...                                                                  | 19302            | Modifica les dades a Wikidata |
|       | Valdelcubo                   | 41       | 14             | 2,93     | 1.077   | 19269                                                                  | 19303            | Modifica les dades a Wikidata |
|       | Valdenuño Fernández          | 332      | 24,8           | 13,38    | 839     | 19...                                                                  | 19304            | Modifica les dades a Wikidata |
|       | Valdepeñas de la Sierra      | 149      | 70             | 2,13     | 916     | 19184                                                                  | 19305            | Modifica les dades a Wikidata |
|       | Valderrebollo                | 25       | 14             | 1,79     | 970     | 19940                                                                  | 19306            | Modifica les dades a Wikidata |
|       | Valdesotos                   | 31       | 27,3           | 1,14     | 844     | 19225                                                                  | 19307            | Modifica les dades a Wikidata |
|       | Valfermoso de las Monjas     | 75       | 29,5           | 2,55     | 968     | 19411                                                                  | 19308            | Modifica les dades a Wikidata |
|       | Valhermoso                   | 18       | 29             | 0,62     | 1.243   | 19390                                                                  | 19309            | Modifica les dades a Wikidata |
|       | Valtablado del Río           | 8        | 25,2           | 0,32     | 844     | 19492                                                                  | 19310            | Modifica les dades a Wikidata |
|       | Valverde de los Arroyos      | 91       | 45             | 2,02     | 1.255   | 19224                                                                  | 19311            | Modifica les dades a Wikidata |
|       | Viana de Jadraque            | 41       | 24,4           | 1,68     | 874     | 19295                                                                  | 19314            | Modifica les dades a Wikidata |
|       | Villanueva de Alcorón        | 148      | 99             | 1,49     | 1.300   | 19...                                                                  | 19317            | Modifica les dades a Wikidata |
|       | Villanueva de Argecilla      | 32       | 5              | 6,4      | 1.020   | 19...                                                                  | 19318            | Modifica les dades a Wikidata |
|       | Villanueva de la Torre       | 6.696    | 11             | 608,73   | 691     | 19209                                                                  | 19319            | Modifica les dades a Wikidata |
|       | Villares de Jadraque         | 45       | 17,2           | 2,62     | 1.041   | 19...                                                                  | 19321            | Modifica les dades a Wikidata |
|       | Villaseca de Henares         | 29       | 17             | 1,71     | 858     | 19...                                                                  | 19322            | Modifica les dades a Wikidata |
|       | Villaseca de Uceda           | 57       | 13,3           | 4,29     | 915     | 19...                                                                  | 19323            | Modifica les dades a Wikidata |
|       | Villel de Mesa               | 166      | 37             | 4,49     | 928     | 19...                                                                  | 19324            | Modifica les dades a Wikidata |
|       | Viñuelas                     | 183      | 15,5           | 11,84    | 900     | 19...                                                                  | 19325            | Modifica les dades a Wikidata |
|       | Yebes                        | 5.421    | 17,4           | 311,55   | 879     | 19141 / 19139                                                          | 19326            | Modifica les dades a Wikidata |
|       | Yebra                        | 498      | 56,5           | 8,82     | 747     | 19111                                                                  | 19327            | Modifica les dades a Wikidata |
|       | Yunquera de Henares          | 4.566    | 31             | 147,29   | 694     | 19210                                                                  | 19331            | Modifica les dades a Wikidata |
|       | Yélamos de Abajo             | 58       | 12,4           | 4,69     | 747     | 19143                                                                  | 19329            | Modifica les dades a Wikidata |
|       | Yélamos de Arriba            | 89       | 18,3           | 4,86     | 950     | 19143                                                                  | 19330            | Modifica les dades a Wikidata |
|       | Zaorejas                     | 115      | 189            | 0,61     | 1.225   | 19495                                                                  | 19333            | Modifica les dades a Wikidata |
|       | Zarzuela de Jadraque         | 52       | 32             | 1,63     | 1.043   | 19...                                                                  | 19334            | Modifica les dades a Wikidata |
|       | Zorita de los Canes          | 65       | 20,2           | 3,21     | 590     | 19...                                                                  | 19335            | Modifica les dades a Wikidata |